# ジャングル・ブラザーズ
ジャングル・ブラザーズ（Jungle Brothers）は、アメリカのヒップホップグループ。

## 概要
ジャズとヒップホップの融合を行った草分け的存在で、ヒップホップとしてはハウスのプロデューサーを起用した最初のグループ。同グループは1980年代中盤から活動をはじめ、1988年7月にファーストアルバム『Straight Out the Jungle』を発売した 。アフリカ主義的なリリックと革新的なビートによってとても評価され、程なくネイティブタン一派へ参加することになる 。初期の3人のメンバーはマイク・G（Mike Gee, 本名Michael Small）、 アフリカ・ベイビー・バム（本名Nathaniel Hall）、DJサミー・B（本名Sammy Burwell）。サミー・Bは『Raw Deluxe』をリリースした後にグループを脱退。

## 歴史
彼らのファーストアルバムはワーロックレコードより発売される。1989年にアルバム『Straight out the Jungle』に追加されたシングル曲『I'll House You』はハウスミュージックとヒップホップを混ぜて作られたヒップ・ハウスというジャンルの中でも、シカゴシーンを除けば最初のレコードとして知られ、ヒップホップとダンスミュージック産業の生産方法を大きく変えるクラブヒットとなったにもかかわらず、『Straight Out the Jungle』は商業的には失敗に終わってしまう。
間もなくワーナー・ブラザース・レコードと契約、1990年に『Done By the Forces of Nature』をリリースする。このアルバムは1989年11月に発売され大成功となったものの、多くのHIPHOPの批評家たちからは同年リリースされた同じオルタナティブ・ヒップホップであるデ・ラ・ソウルの『3 Feet High and Rising』への高評価の影で忘れ去られてしまう結果となる。1990年にコール・ポーターのトリビュート・アルバムである『Red Hot + Blue』に『I Get a Kick』を提供する。
1993年に『J Beez Wit the Remedy』をリリースするも、例のごとく売れ行きは期待はずれの結果となる。2000年発売のアルバム『V.I.P.』はプロペラヘッズのアレックス・ギフォードをプロデューサーに迎える。この製作の途中で時間を見つけて、プロペラヘッズの楽曲である『Take California (And Party)』『You Want It Back』にラップを乗せている。
『Take California (And Party)』はプロペラヘッズのシングル『Take California』に、『You Want It Back』はは同グループのアルバム『Decksandrumsandrockandroll』のドリームワークスから発売されたスペシャルエディションの最後に収録されている。また日本盤ではボーナスCDの1曲目に収録されている。
2004年にはイギリスのプロデューサーMr.Onと共に『Breathe (Don't Stop)』を発売。Qティップの『Breathe and Stop』の形式にマイケル・ジャクソンの『Don't Stop 'Til You Get Enough』のサンプルを組み合わせて作られた。このアイディアは『Breathe (Don't Stop)』から声を抜き出し『Don't Stop 'Til You Get Enough』と組み合わせていたブートレグリミックスから得られたものである。
2005年、ヒット曲やリミックス、レア曲を集めた2枚組みベストアルバム『This Is Jungle Brothers』を発売。2006年リリースの『I Got You』にはゴダイゴのMonkey Magicをサンプリングした『Funky Magic』を収録している。

## アルバム
- Straight out the Jungle (1988)
- Done by the Forces of Nature (1989)
- J Beez Wit the Remedy (1993)
- Raw Deluxe (1997)
- V.I.P. (2000)
- ジャングレニアム・リミキシーズ　(日本独自企画のリミックスコレクション )
- All That We Do (2002)
- You in My Hut Now (2003)
- This Is the Jungle Brothers (Greatest hits) (2005)
- I Got U (2006)